# Leucopogon gilbertii
Leucopogon gilbertii är en ljungväxtart som beskrevs av Stschegl. Leucopogon gilbertii ingår i släktet Leucopogon och familjen ljungväxter. Inga underarter finns listade i Catalogue of Life.